# Liste der Seen im Kanton Solothurn
Die folgende Liste enthält benannte Seen und andere Stillgewässer im Kanton Solothurn.
| Bild | Name des Sees               | Gemeinde(n)     | Zufluss          | Abfluss   | Fläche in km² | Höhe über Meer | Maximale Tiefe in Meter | Koordinaten     |
| ---- | --------------------------- | --------------- | ---------------- | --------- | ------------- | -------------- | ----------------------- | --------------- |
|      | Allmendweiher               | Gunzgen         |                  |           | 0,013         | 416 m ü. M.    |                         | 630628 / 239476 |
|      | Baslerweier                 | Seewen          |                  |           | 0,025         | 558 m ü. M.    |                         | 616858 / 252985 |
|      | Burgäschisee                | Aeschi          | Füürsteinerkanal | Seebach   | 0,218         | 465 m ü. M.    | 31                      | 617431 / 224295 |
|      | Bellacher Weiher            | Bellach         | Chalenbach       | Weierbach | 0,029         | 454 m ü. M.    | 2,2                     | 603202 / 229234 |
|      | Chriziweiher                | Biberist        |                  |           | 0,003         | 480 m ü. M.    |                         | 608015 / 226706 |
|      | Drei Weiher                 | Hofstetten-Flüh |                  |           | 0,0006        | 551 m ü. M.    |                         | 604464 / 257510 |
|      | Falkensteinweiher           | Lostorf         |                  |           | 0,0004        | 569 m ü. M.    |                         | 637570 / 249684 |
|      | Gerlafingerweiher Änteweier | Gerlafingen     |                  |           | 0,020         | 538 m ü. M.    |                         | 609298 / 224041 |
|      | Inkwilersee                 | Bolken          | Moosbächli       | Seebach   | 0,103         | 461 m ü. M.    | 6                       | 617007 / 227525 |
|      | Obergerlafingerweiher       | Obergerlafingen |                  |           | 0,0002        | 461 m ü. M.    |                         | 611357 / 222595 |
|      | Seidenhoflochweiher         | Olten           |                  |           | 0,0002        | 459 m ü. M.    |                         | 633994 / 245110 |
|      |                             |                 |                  |           |               |                |                         |                 |

Siehe auch: Liste der grössten Seen in der Schweiz